# Bill Campbell (Footballspieler)
William Roscoe „Bill“ Campbell (* 6. August 1920 in Pawhuska, Oklahoma; † 28. Oktober 1974 in Tulsa, Oklahoma) war ein US-amerikanischer American-Football-Spieler. Er spielte  unter anderem als Offensive Tackle in der National Football League (NFL) für die Chicago Cardinals.

## Spielerlaufbahn

### Collegekarriere
Bill Campbell besuchte in seiner Geburtsstadt die Highschool. Nach seinem Schulabschluss im Jahr 1938 erhielt er ein Sportstipendium an der University of Oklahoma. An seinem College spielte er von 1940 bis 1942 für die dortige Footballmannschaft, den Oklahoma Sooners. Er wurde auf verschiedenen Positionen in der Defensive Line und Offensive Line eingesetzt. Im Jahr 1942 wurde er in die Ligaauswahl gewählt. Aufgrund seiner sportlichen Leistungen wurde er von seinem College dreimal ausgezeichnet.

### Profikarriere
Bill Campbell wurde im Jahr 1943 von den Chicago Cardinals gedraftet. Bevor er seine Profilaufbahn beginnen konnte, musste er während des Zweiten Weltkrieges seinen Wehrdienst in den United States Army Air Forces ableisten. Als Maschinengewehrschütze flog er 34 Einsätze über Deutschland. Im Jahr 1945 wurde er als Staff Sergeant entlassen und nahm unmittelbar danach seine Profilaufbahn auf. Campbell wurde von seinem Head Coach unter anderem als Tackle in der Offensive Line neben Center Vince Banonis, Guard Buster Ramsey und Offensive Tackle Bob Zimny eingesetzt, fand aber auch Einsatzzeit in der Defensive Line der Mannschaft. Im Jahr 1946 hatte Jimmy Conzelman das Traineramt bei den Cardinals übernommen. Es gelang seinem Team im Folgejahr neun von zwölf Spielen während der Regular Season zu gewinnen. Campbell gelang es mit dieser Leistung seiner Mannschaft in das Meisterschaftsspiel gegen die Philadelphia Eagles einzuziehen, die mit 28:21 besiegt werden konnte. Runningback Charley Trippi gelang es bei dem Sieg mit Hilfe der Offensive Line einen Touchdown und einen Raumgewinn von 84 Yards durch Laufspiel zu erzielen. Seinem Mitspieler, Running Back Elmer Angsman, gelang ein Raumgewinn von 159 Yards. Ferner trug Angsman mit zwei Touchdowns zum Sieg seiner Mannschaft bei. In der nachfolgenden Saison scheiterte Campbell mit den Cardinals im NFL Endspiel. Sie verloren gegen die Philadelphia Eagles mit 7:0. Campell wechselte während der Saison 1949 zu den New York Bulldogs. Er beendete nach diesem Spieljahr in New York City seine Laufbahn.

## Nach der Spielerlaufbahn
Bill Campbell arbeitete nach seiner Spielerlaufbahn bei der Firma US Steel. Er hatte im Jahr 1943 geheiratet und hinterließ nach seinem Tod im Jahr 1974 drei Kinder. Sein Sohn Mike war der Musikproduzent der Oak Ridge Boys und der Gatlin Brothers. William Campbell ist in seiner Heimatstadt auf dem Pawhuska City Cemetery beerdigt. 